# Hemilampra rectinervis
Hemilampra rectinervis är en tvåvingeart som först beskrevs av Meijere 1908.  Hemilampra rectinervis ingår i släktet Hemilampra och familjen blomflugor. Inga underarter finns listade i Catalogue of Life.